# Stare Szabły
Stare Szabły – wieś w Polsce, położona w województwie podlaskim, w powiecie łomżyńskim, w gminie Śniadowo.
W latach 1975–1998 wieś administracyjnie należała do województwa łomżyńskiego.
Dawniej Szabły Stare.
Wierni kościoła rzymskokatolickiego należą do parafii Wniebowzięcia Najświętszej Maryi Panny w Śniadowie.

## Integralne części wsi
| SIMC    | Nazwa     | Rodzaj    |
| ------- | --------- | --------- |
| 0408528 | Drozdy    | część wsi |
| 0408534 | Strumiany | część wsi |
| 0408540 | Trojany   | część wsi |

## Historia
Wieś szlachecka położona była w drugiej połowie XVI wieku w powiecie łomżyńskim ziemi łomżyńskiej. W latach 1921–1939 wieś leżała w województwie białostockim, w powiecie łomżyńskim, w gminie Śniadowo.
Według Powszechnego Spisu Ludności z 1921 roku wieś zamieszkiwało 191 osób w 29 budynkach mieszkalnych. Miejscowość należała do parafii rzymskokatolickiej w Śniadowie. Podlegała pod Sąd Grodzki i Okręgowy w Łomży; właściwy urząd pocztowy mieścił się w Śniadowie.
W wyniku napaści ZSRR na Polskę we wrześniu 1939 miejscowość znalazła się pod okupacją sowiecką. Od czerwca 1941 roku pod okupacją niemiecką. Od 22 lipca 1941 do 1945 włączona w skład Landkreis Lomscha, Bezirk Bialystok III Rzeszy.